# 治天下大王
治天下大王是日本飛鳥時代以前大和王權（倭國）君主的尊稱。在日本語固有詞彙中，「キミ」是主人、貴人的意思，前加「オオ／オホ」一詞表示尊敬。漢字表記為「大王」。
治天下大王的稱謂具體產生時間不詳，在千葉縣的稻荷台1号古坟出土的王賜銘鐵劍上有「王賜□□敬□」的銘文，推定為允恭天皇時代，乃是目前所知治天下大王一詞最早出現的文物。埼玉縣稻荷台1号古坟出土的鐵劍有「獲加多支鹵大王」銘文，熊本縣江田船山古墳出土的鐵刀又有「台天下獲□□□鹵大王」銘文，可知治天下大王一詞大約出現在5世紀後期。
《隋書·倭國傳》中稱「俀王姓阿毎字多利思北孤，號阿輩雞彌」，其中 「阿輩雞彌」的「雞彌」即是キミ，是「王」。「阿輩雞彌」則是アメキミ，即「天王」。607年（大業三年）日本致隋朝國書中有「日出處天子致書日沒處天子無恙云云」一句，可知大王只在國中使用，當時日本君主的外交稱謂並不是大王，而是天子。
680年，飛鳥凈御原令頒佈後，“大王”的稱謂被改为“天皇”；但治天下大王一詞仍舊被廣泛使用，《萬葉集》中多稱天皇為「大王」。後才逐漸消失。